# Feketefarkú ausztrálfakusz
A feketefarkú ausztrálfakusz (Climacteris melanurus) a madarak osztályának verébalakúak (Passeriformes) rendjébe és a ausztrálfakusz-félék (Climacteridae) családjába tartozó faj.

## Rendszerezése
A fajt John Gould angol ornitológus írta le 1843-ban, még mint Climacteris melanura.

## Alfajai
- Climacteris melanurus melanurus Gould, 1843
- Climacteris melanurus wellsi Ogilvie-Grant, 1909[2]

## Előfordulása
Ausztrália északkeleti és északi részén honos. Természetes élőhelyei a szubtrópusi és trópusi síkvidéki esőerdők és száraz erdők, valamint száraz szavannák. Állandó, nem vonuló faj.

## Megjelenése
Testhossza 16–19 centiméter, testtömege 32 gramm.

## Életmódja
Főleg hangyákkal táplálkozik, de rovarokat is fogyaszt.

## Természetvédelmi helyzete
Az elterjedési területe nagyon nagy, egyedszáma pedig stabil. A Természetvédelmi Világszövetség Vörös listáján nem fenyegetett fajként szerepel.